# Sphegina hennigiana
Sphegina hennigiana är en tvåvingeart som beskrevs av Stackelberg 1956. Sphegina hennigiana ingår i släktet midjeblomflugor, och familjen blomflugor. Inga underarter finns listade i Catalogue of Life.